# Borassodendron machadonis
Borassodendron machadonis är en enhjärtbladig växtart som först beskrevs av Henry Nicholas Ridley, och fick sitt nu gällande namn av Odoardo Beccari. Borassodendron machadonis ingår i släktet Borassodendron och familjen Arecaceae. IUCN kategoriserar arten globalt som sårbar. Inga underarter finns listade i Catalogue of Life.

## Bildgalleri

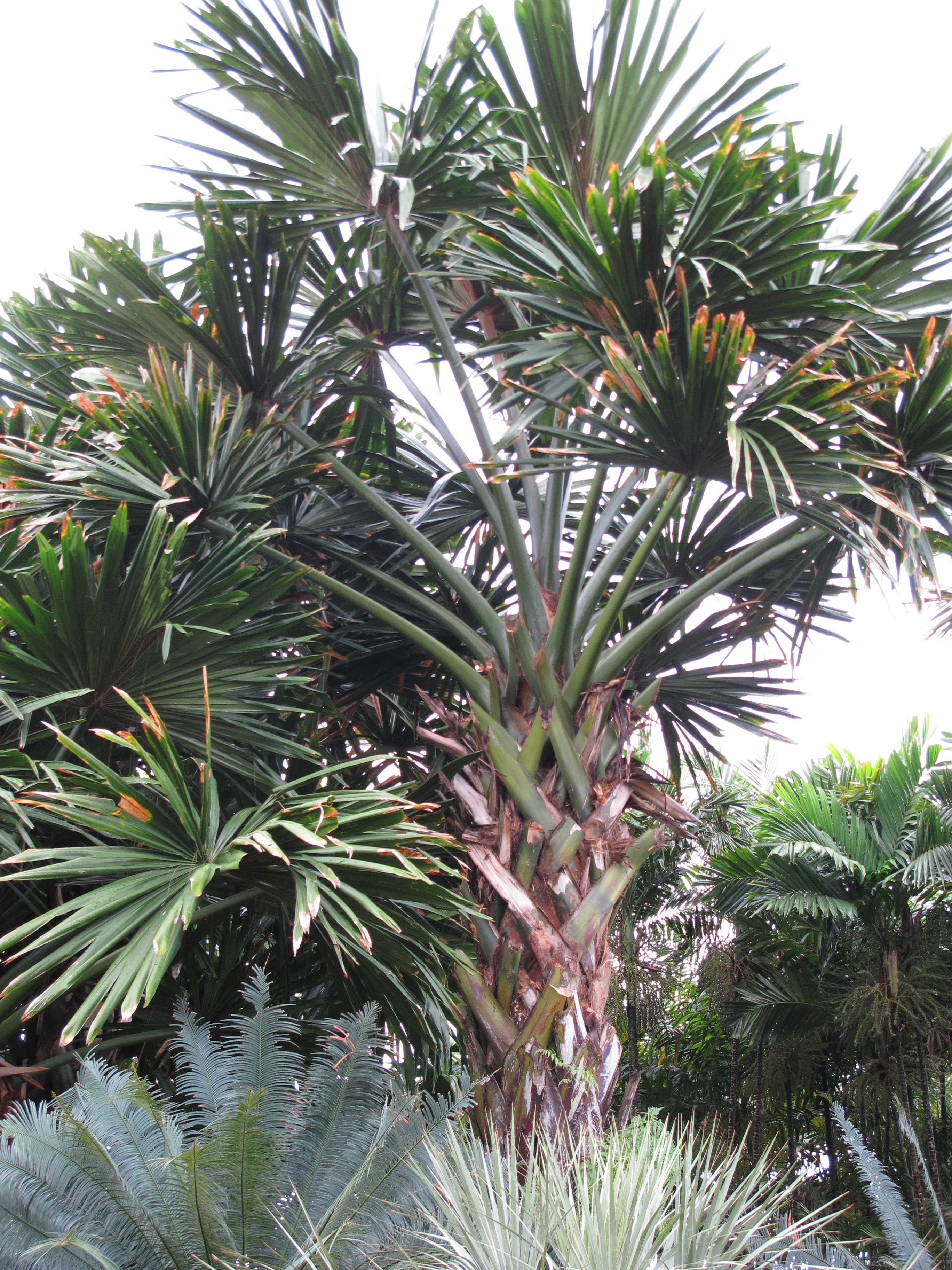